# IMAX
IMAX (произн. аймакс) е технология за снимане на филми.
Името ѝ произлиза от Image Maximum, създадена е от канадската фирма IMAX Corporation. Има за цел да направи гледането на филм истинско изживяване чрез изображения с по-голям размер и разделителна способност. Стандартната ширина на един IMAX екран е 22 m (20 m в София), а височината е 16 m (12 m в София).

## Разликата спрямо сегашните стандарти
Целта на IMAX е значително да повиши разделителната способност на филма посредством много по-голям размер на кадъра – 70×48,5 mm (21,95×18,6 mm при стандартния 35 mm филм). Така се достигат внушителните 10000×7000 px. или около 12 000 реда/линии.
IMAX камерите са по-тежки и шумни, това прави записа на околния звук почти невъзможен, затова той се наслагва по-късно. Прожекторът на IMAX тежи около 1,5 тона и в него се намира единствената по рода си 15 kW ксенонова лампа. Озвучаването също е впечатляващо – 14 000 W, поравно разпределени за всеки зрител.

## IMAX 3D
За да се създаде илюзията от триизмерна дълбочина на картината, се използват два обектива, които имитират разположението на човешките очи. Обективите са разположени на около 64 mm един от друг, като всеки ползва собствена лента. Този вид камера също е тежка, което отново прави заснемането извън студио много трудно. А за възприемането на този вид филм са необходими 3D-очила, които имат поляризационни филтри.

## Галерия
- „Киносферата“ в Торонто, Канада: първият IMAX театър в света
- Легендарният „Златен охлюв“ IMAX в Джакарта, Индонезия
- IMAX Big Cinemas във Вадала, Мумбай, Индия. В миналото най-големият в света IMAX куполен екран, но по-късно променен на стандартен IMAX 3D.
- IMAX Port Vell в Барселона, Испания.
- IMAX 3D в „Бродуей на плажа“, в Мъртъл Бийч
- The VieShow театър в Тайпе, Тайван.
- IMAX театър, разположен в „Аквариума на Тенеси“ в Чатануга.
- IMAX на Британски филмов институт (BFI) в Лондон
- IMAX кинотеатър в Esquire Tower, Сакраменто, Калифорния.
- IMAX театър във Варшава, Полша.
- IMAX 3D кино в Ейлат, Израел
- „Румъния IMAX“ в Букурещ
- IMAX Peace Cinema в Шанхай, Китай.
- IMAX кино във Виена, закрито през ноември 2005 г.
- LG IMAX в Сидни, Австралия. В миналото най-големия екран в света. Затворен за реконструкция до 2019 г.
- IMAX театър към Мелбърнския музей в Мелбърн, Австралия.
- SAIMAX IMAX театър в Сан Антонио, Тексас
- IMAX в Националния музей на ВВС на САЩ в Дейтън, Охайо
- IMAX Cinema в Глазгоу, Шотландия
- IMAX театър в Пасай, Манила, Филипини
- IMAX театър в SM Southmall, Лас Пиняс, Манила, Филипини
- IMAX театър в SM Megamall, Мандалуйонг, Манила, Филипини
- IMAX куполен театър в Тампа, Флорида
- Regal Winrock Stadium 16 IMAX & RPX в Албъкърки, дом на първия IMAX театър в щата Ню Мексико.
- PVR IMAX в Бангалор
- Cineland IMAX във Варна.